# 타이장구

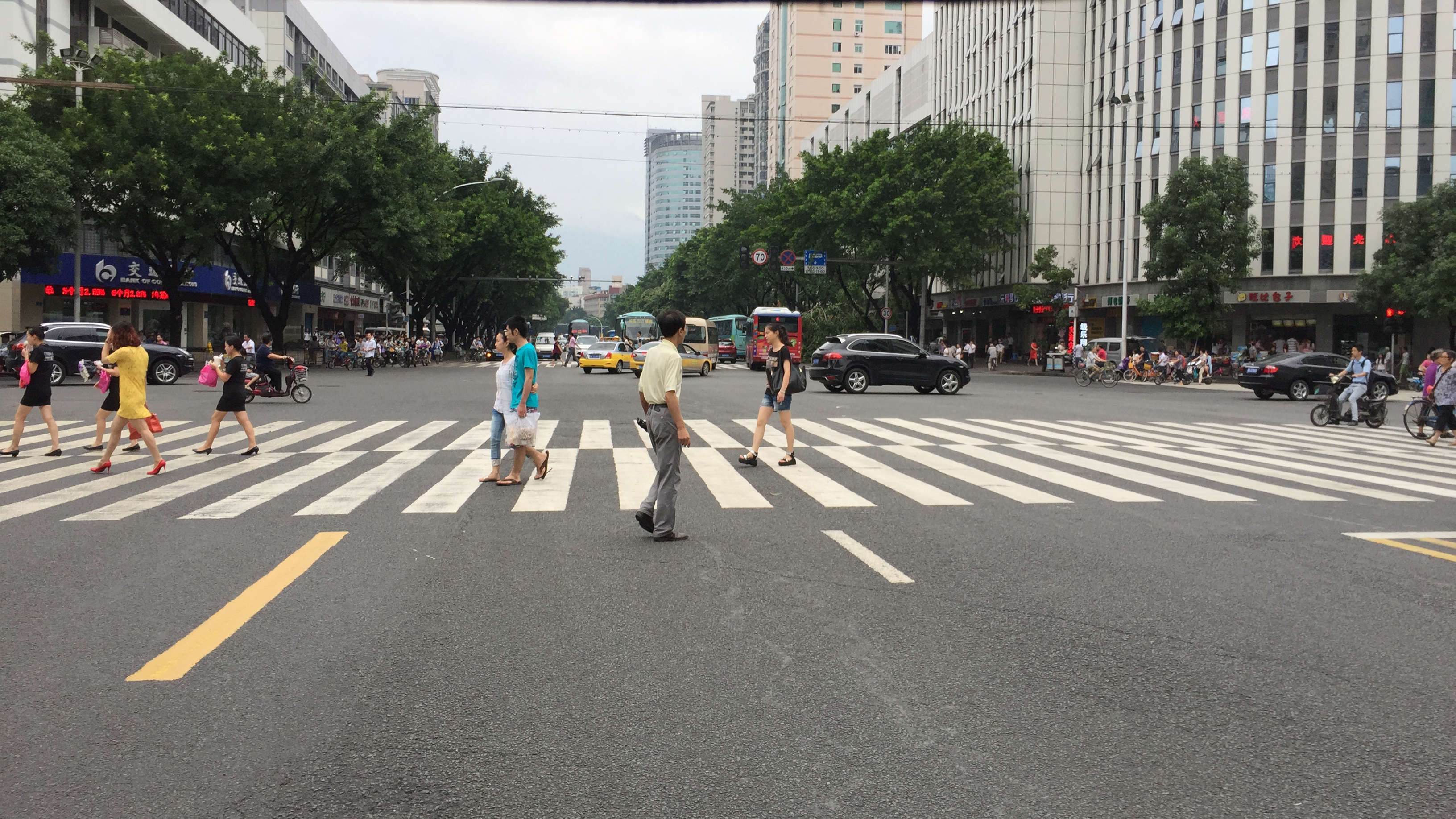

타이장구(한국어: 태강구, 중국어 간체자: 台江区, 정체자: 台江區, 병음: Táijiāng Qū)는 중화인민공화국 푸젠성 푸저우시의 구급 행정구역이다. 넓이는 18.8km2이고, 인구는 2018년 기준으로 약 48.6만명이다.

## 행정 구역
10개 가도를 관할한다.
- 가도: 다정 가도(茶亭街道), 양중 가도(洋中街道), 창하 가도(蒼霞街道), 의주 가도(義洲街道), 상해 가도(上海街道), 영주 가도(瀛洲街道), 신항 가도(新港街道), 후주 가도(後洲街道), 오봉 가도(鰲峰街道), 영화 가도(寧化街道).